# Communauté de communes Viaur Céor Lagast
La communauté de communes Viaur Céor Lagast est une ancienne communauté de communes française, située dans le département de l'Aveyron et la région Occitanie.

## Historique
Elle est créée le 15 décembre 2000 sous le nom de communauté de communes de Cassagnes-Bégonhès. Elle devient en 2008 la communauté de communes Viaur Céor Lagast.
Le 1er janvier 2017, la commune d'Auriac-Lagast intègre la communauté de communes du Réquistanais, les communes de Calmont, Cassagnes-Bégonhès et Sainte-Juliette-sur-Viaur fusionnent avec la communauté de communes du Pays Baraquevillois et la communauté de communes du Naucellois pour constituer la communauté de communes Pays Ségali et les communes de Comps-la-Grand-Ville et Salmiech intègrent la communauté de communes du Pays de Salars.

## Territoire communautaire

### Composition
Elle était composée des communes suivantes :
| Nom                        | Code Insee | Gentilé     | Superficie (km2) | Population (dernière pop. légale) | Densité (hab./km2) |
| -------------------------- | ---------- | ----------- | ---------------- | --------------------------------- | ------------------ |
| Cassagnes-Bégonhès (siège) | 12057      | Cassagnols  | 30,93            | 895 (2014)                        | 29                 |
| Auriac-Lagast              | 12015      | Aurigastois | 30,76            | 232 (2014)                        | 7,5                |
| Calmont                    | 12043      | Calmontais  | 30,89            | 1 973 (2014)                      | 64                 |
| Comps-la-Grand-Ville       | 12073      | Compsiens   | 21,95            | 589 (2014)                        | 27                 |
| Sainte-Juliette-sur-Viaur  | 12234      | Juliettois  | 16,71            | 578 (2014)                        | 35                 |
| Salmiech                   | 12255      | Salmiéchois | 28,16            | 754 (2014)                        | 27                 |